# Douglas Fairbanks
Douglas Fairbanks, nato Douglas Elton Thomas Ullman (Denver, 23 maggio 1883 – Santa Monica, 12 dicembre 1939), è stato un attore e produttore cinematografico statunitense, padre di Douglas Fairbanks Jr., anche lui attore.
Insieme alla moglie Mary Pickford, celebre attrice, formò nella vita la più popolare coppia del cinema di quel periodo.

## Biografia
All'epoca del cinema muto, fu l'interprete più popolare dei film di avventure, l'eroe cavalleresco e senza paura che affrontava i nemici con un sorriso di sfida e un'agilità acrobatica. Iniziò come attore teatrale, alternando il repertorio shakespeariano con la commedia leggera, l'operetta col vaudeville e, all'inizio del Novecento, da Denver si recò a New York al seguito della compagnia dell'attore britannico Frederick Warde che si può considerare lo scopritore di Fairbanks. Dopo vari lavori, Fairbanks debuttò finalmente a Broadway nel 1902.
Fu avviato al cinema dal grande regista David Wark Griffith e debuttò sul grande schermo nel 1915. Non era un grande attore, ma possedeva in sommo grado tutte le qualità del divo. Con la sua irresistibile carica di vitalità e simpatia, incarnava il mito statunitense del dinamismo come forma di autoesaltazione e strumento del successo. Nel 1919, insieme alla moglie Mary Pickford, al regista David Wark Griffith e al suo caro amico Charlie Chaplin, fondò la casa di distribuzione United Artists. La compagnia aveva lo scopo di sottrarre al monopolio delle grandi case di distribuzione i film prodotti dagli stessi attori o dai registi che aderirono all'iniziativa, dando loro un canale distributivo a livello nazionale che prima non esisteva.
Fairbanks raggiunse la massima popolarità fra il 1920 ed il 1926 con Il segno di Zorro (1920), Robin Hood (1922), Il ladro di Bagdad (1924), Don X, figlio di Zorro (1925), Il pirata nero (1926), uno dei primi film interamente a colori. Negli anni seguenti, il suo successo declinò rapidamente e Fairbanks concluse la carriera con Le ultime avventure di Don Giovanni (1934).
Chiamato il re di Hollywood finché non finì l'era dei film muti (quando tale appellativo passò a Clark Gable), Fairbanks fu uno dei 36 membri fondatori dell'Academy of Motion Picture Arts and Sciences (AMPAS), un'organizzazione per il miglioramento e la promozione mondiale del cinema, che nacque nel 1927 e che nel 1929 creò il Premio Oscar.
Nel 1940 Fairbanks ricevette un Oscar alla carriera postumo per lo sviluppo della cinematografia mondiale, in qualità di primo presidente dell'AMPAS.
Fairbanks lunedì 11 dicembre 1939, all'età di 56 anni, ebbe un lieve infarto; si fece visitare dal proprio medico Philip Sampson il quale, anche se l'attore tendeva a minimizzare e affermava di non essersi mai sentito così bene, gli prescrisse un periodo di riposo assoluto a letto e gli inviò a casa un'infermiera per assisterlo. L'attore, che dormiva nella propria camera solamente con la presenza del suo grosso cane Marco Polo, ebbe nel sonno notturno un secondo infarto, stavolta fatale. Il mattino fu il cane ad accorgersi che il padrone non si alzava più, e iniziò ad abbaiare insistentemente facendo accorrere l'infermiera e la moglie Sylvia Ashley; venne chiamato d'urgenza il medico, che poté solamente constatare il decesso e dovette occuparsi della vedova in stato di shock. Il funerale si tenne venerdì 15 al cimitero Forest Lawn Memorial Park, nella piccola chiesetta che fu presto gremita, con molta gente che dovette assieparsi all'esterno; Mary Pickford non partecipò, ma inviò una corona di gardenie e gigli; fu officiato dal reverendo Neal Dodd, un sacerdote episcopale che era anche attore, e vide la partecipazione del violinista Chico De Verdi, il quale suonò alcune canzoni amate dal defunto. Il feretro venne tumulato provvisoriamente, mentre la vedova intendeva far costruire una tomba monumentale, e si diceva disponibile a ricevere proposte da artisti e aziende. Scelse il progetto di Howard Seidell della Georgia Marble Company, e incaricò la scultrice Katherine Steubergh di realizzare un bassorilievo in bronzo. La tomba venne realizzata in un altro cimitero, l'Hollywood Forever Cemetery, e venne completata nel maggio 1941, mese in cui avvenne la traslazione del feretro, e inaugurata mercoledì 21 da una cerimonia nella quale Charlie Chaplin tenne un solenne discorso.

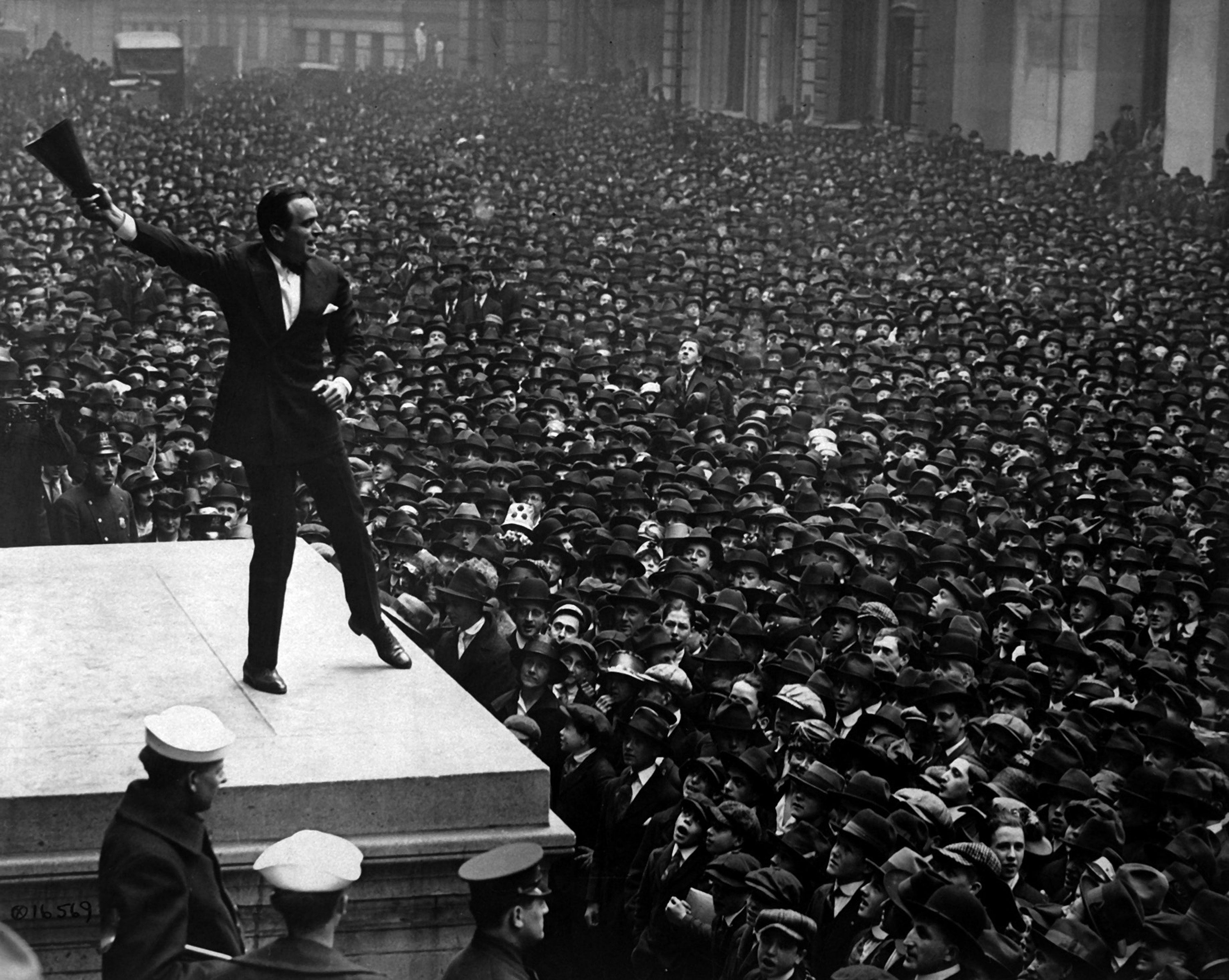
New York 1918, Fairbanks parla per i Liberty Loan
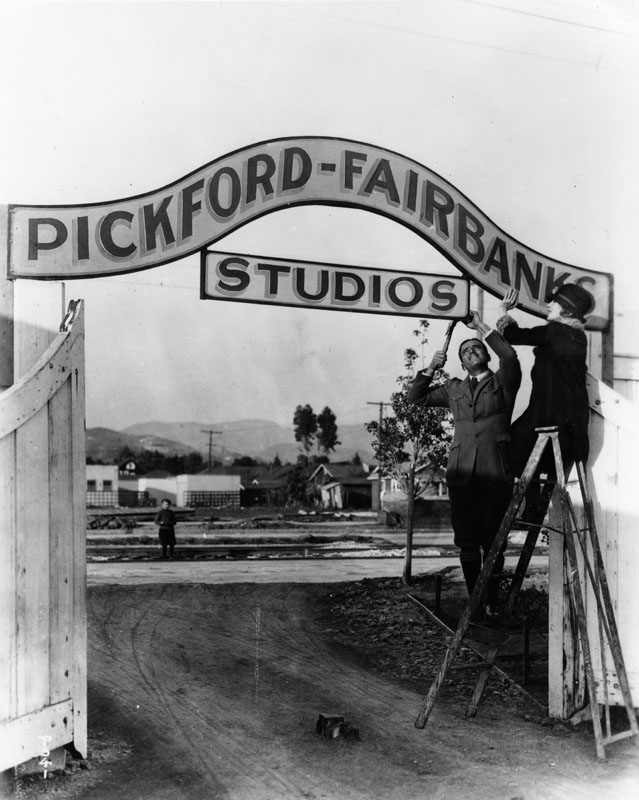
Douglas Fairbanks e Mary Pickford davanti all'insegna dei loro studios
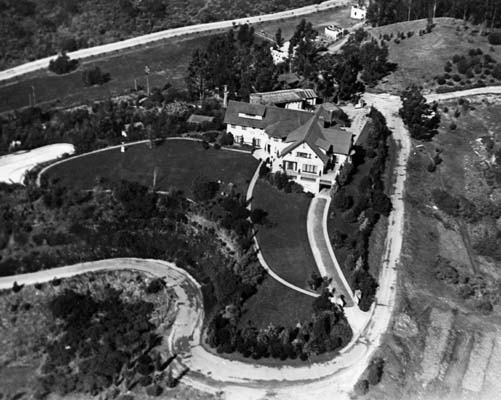
1920 Pickfair, la residenza di Mary e Douglas
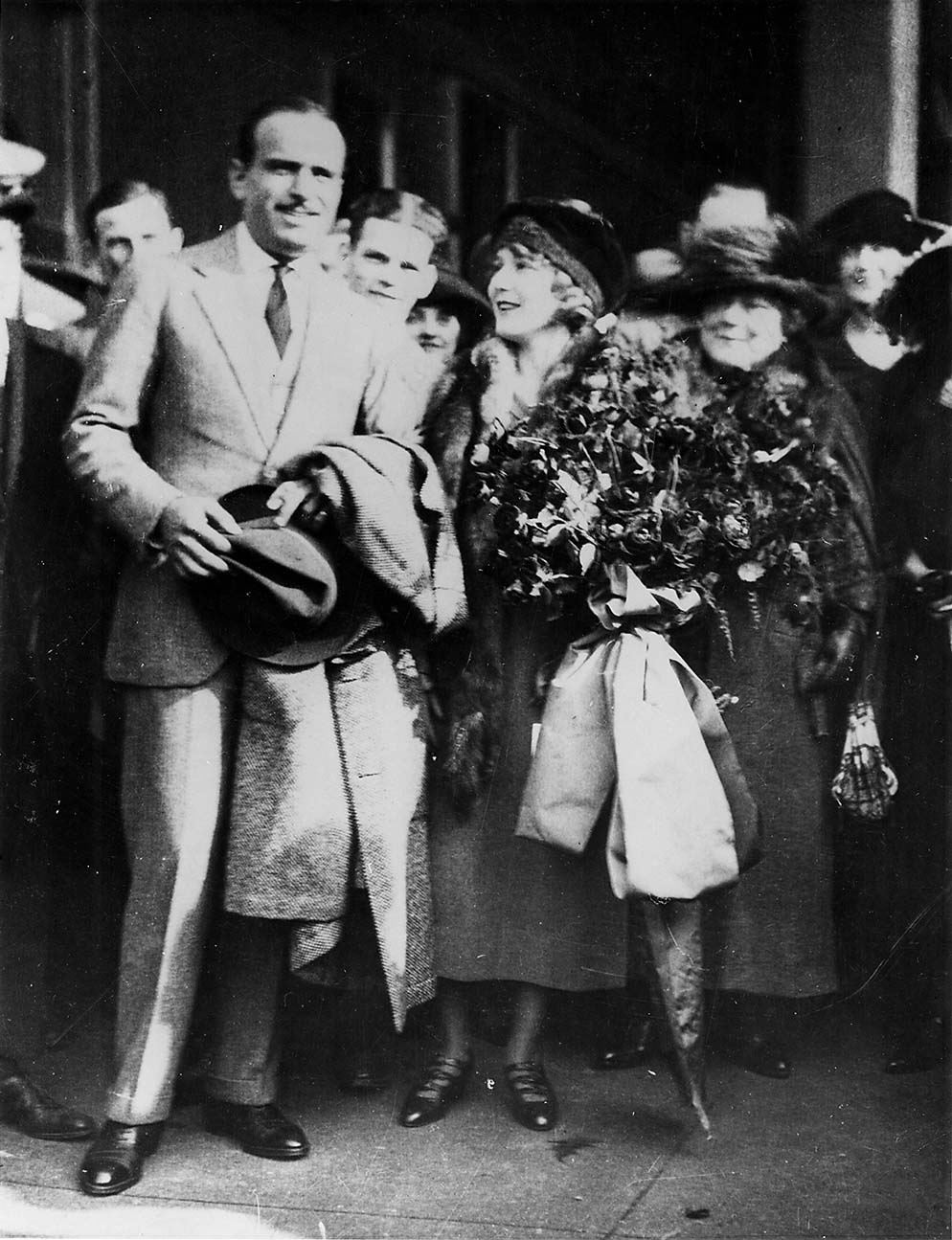
Douglas Fairbanks e Mary Pickford a Toronto
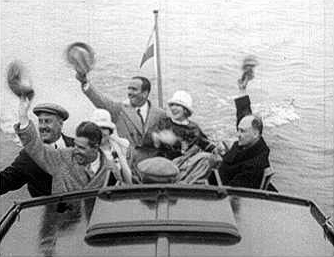
Stoccolma 1924, con Mauritz Stiller e Ivar Kreuger

## Filmografia

### Attore
- The Lamb, regia di Christy Cabanne (1915)
- Sotto l'unghia dei tiranni (Martyrs of the Alamo), regia di W. Christy Cabanne (1915)
- Double Trouble, regia di Christy Cabanne (1915)
- L'eroico salvataggio del diretto di Atlantic (His Picture in the Papers), regia di John Emerson (1916)
- Doug è uno scervellato (The Habit of Happiness), regia di Allan Dwan (1916)
- I banditi del West (The Good Bad Man), regia di Allan Dwan (1916)
- Reggie Mixes In, regia di Christy Cabanne (1916)
- The Mystery of the Leaping Fish, regia di John Emerson - cortometraggio (1916)
- Io e il mio destino (Flirting with Fate), regia di Christy Cabanne (1916)
- Il meticcio della foresta (The Half-Breed), regia di Allan Dwan (1916)
- Intolerance, regia di David W. Griffith (1916)
- L'allegra favola di Black Burke (Manhattan Madness), regia di Allan Dwan (1916)
- Nel mondo dei miliardi (American Aristocracy), regia di Lloyd Ingraham (1916)
- Matrimoniomania (The Matrimaniac), regia di Paul Powell (1916)
- L'americano (The Americano), regia di John Emerson (1916)
- All-Star Production of Patriotic Episodes for the Second Liberty Loan (1917)
- Come divenni deputato (In Again, Out Again), regia di John Emerson (1917)
- Wild and Woolly, regia di John Emerson (1917)
- Down to Earth, regia di John Emerson (1917)
- Il fanciullo del West (The Man from Painted Post), regia di Joseph Henabery (1917)
- Douglas Fairbanks nella luna (Reaching for the Moon), regia di John Emerson (1917)
- Un moschettiere moderno (A Modern Musketeer), regia di Allan Dwan (1917)
- All-Star Production of Patriotic Episodes for the Second Liberty Loan
- Douglas e gli avvoltoi del Sud (Headin' South), regia di Allan Dwan e Arthur Rosson (1918)
- Ci penso io! (Mr. Fix-It), regia di Allan Dwan (1918)
- Dite un po' giovinotto! (Say! Young Fellow), regia di Joseph Henabery (1918)
- Avventura marocchina di Douglas (Bound in Morocco), regia di Allan Dwan (1918)
- Sette giorni di gioia (He Comes Up Smiling), regia di Allan Dwan (1918)
- Sic 'Em, Sam, regia di Albert Parker (1918)
- Il cavaliere dell'Arizona (Arizona), regia di Douglas Fairbanks e Albert Parker (1918)
- Swat the Kaiser, regia di Allan Dwan (1918)
- Douglas l'avventuriero dilettante (The Knickerbocker Buckaroo), regia di Albert Parker (1919)
- Sua Maestà Douglas (His Majesty, the American), regia di Joseph Henabery - il primo film della nuova casa di distribuzione United Artists[1] (1919)
- Douglas superstizioso (When The Clouds Roll By), regia di Victor Fleming (1919)
- Un pulcino nella stoppa (The Mollycoddle), regia di Victor Fleming (1920)
- Il segno di Zorro (The Mark Of Zorro), regia di Fred Niblo (1920)
- Come presi moglie (The Nut), regia di Theodore Reed (1921)
- I tre moschettieri (The Three Musketeers), regia di Fred Niblo (1921)
- Robin Hood, regia di Allan Dwan (1922)
- Hollywood, regia di James Cruze (1923)
- Il ladro di Bagdad (The Thief Of Bagdad), regia di Raoul Walsh (1924)
- Don X, figlio di Zorro (Don Q Son of Zorro), regia di Donald Crisp (1925)
- Ben-Hur, regia di Fred Niblo (1925)
- Il pirata nero (The Black Pirate), regia di Albert Parker (1926)
- Il bacio di Mary Pickford (Поцелуй Мэри Пикфорд / Potseluy Meri Pikford), regia di Sergei Komarov (1927)
- Il gaucho (The Gaucho), regia di F. Richard Jones (1928)
- La maschera di ferro (The Iron Mask), regia di Allan Dwan (1929)
- La bisbetica domata (The Taming of the Shrew), regia di Sam Taylor (1929)
- Mi sposo... e torno! (Reaching for the Moon), regia di Edmund Goulding (1930)
- Il signor Robinson Crosuè (Mr. Robinson Crusoe), regia di A. Edward Sutherland (1932)
- Le ultime avventure di Don Giovanni (The Private Life of Don Juan), regia di Alexander Korda (1934)
- Alì Babà va in città (Ali Baba Goes to Town), regia di David Butler (1937)

### Sceneggiatore (parziale)
- I banditi del West (The Good Bad Man), regia di Allan Dwan (1916)
- Il fanciullo del West (The Man from Painted Post), regia di Joseph Henabery (1917)
- Il cavaliere dell'Arizona (Arizona), regia di Douglas Fairbanks e Albert Parker (non accreditato) (1918)
- Avventura marocchina di Douglas (Bound in Morocco), regia di Allan Dwan (1918)
- Douglas l'avventuriero dilettante (The Knickerbocker Buckaroo), regia di Albert Parker (1919)
- Sua Maestà Douglas (His Majesty, the American), regia di Joseph Henabery (1919)

### Produttore
- I banditi del West (The Good Bad Man), regia di Allan Dwan (1916)
- Come divenni deputato (In Again, Out Again), regia di John Emerson (1917)
- Wild and Woolly, regia di John Emerson (1917)
- Il fanciullo del West (The Man from Painted Post), regia di Joseph Henabery (1917)
- Dite un po' giovinotto! (Say! Young Fellow), regia di Joseph Henabery (1918)
- Il cavaliere dell'Arizona (Arizona), regia di Douglas Fairbanks e Albert Parker (non accreditato) (1918)
- Avventura marocchina di Douglas (Bound in Morocco), regia di Allan Dwan (1918)
- Douglas l'avventuriero dilettante (The Knickerbocker Buckaroo), regia di Albert Parker (1919)
- Sua Maestà Douglas (His Majesty, the American), regia di Joseph Henabery (1919)
- Il ladro di Bagdad (The Thief Of Bagdad), regia di Raoul Walsh (1924)

## Doppiatori italiani
- Augusto Marcacci in Mi sposo... e torno!
- Sandro Ruffini in Le ultime avventure di Don Giovanni